# Santiago de Les
Santiago de Les Chornet fue un pintor español nacido en La Alcudia (Valencia) en 1898. Inició su formación artística en la Escuela de Artesanos de Valencia, y la continuó en la Real Academia de Bellas Artes de San Carlos de Valencia, donde se especializó en retrato, de acuerdo con las normas del clasicismo moderno. En la década de 1930 se trasladó a Madrid, donde residió hasta poco antes de su muerte. En 1958, como participante del V Congreso Internacional Orthocide, fue recibido en audiencia civil por Francisco Franco, entonces jefe de Estado. Falleció en 1961 en Valencia, tras una dura enfermedad.
Bien valorado prácticamente desde sus inicios, participó en un buen número de muestras de arte a nivel nacional, en varias de las cuales obtuvo premios y homenajes. Sus obras mejor valoradas siempre fueron los retratos de corte clásico, aunque pintó también bodegones y naturalezas muertas. Asimismo, expuso sus obras en diversas capitales españolas, como Madrid, Valencia y San Sebastián, entre otras.
Aplicó concienzudamente la composición en sus retratos, haciendo de esta su principal característica. Retrató al escritor, dramaturgo y periodista Francisco Serrano Anguita, en su propia vivienda madrileña, en el salón de su casa pero con la silla de su despacho. Este sólo acedía a posar 10 minutos diarios. Entre sus obras destacan Retrato de su mujer, Niña del bosque y El Beato Antón Martín. En el fondo pictórico de la Escuela de Artesanos de Valencia se conservan dos retratos de Santiago de Les: el de Enrique Miralles Cuñat y el de la esposa de este, Vicenta Izquierdo Tortosa. En Ajofrín (Toledo) se expone un retrato al óleo de Jacinto Guerrero, en el museo homónimo.